# 1077
| Calendário gregoriano                                                        | 1077 MLXXVII                                         |
| Ab urbe condita                                                              | 1830                                                 |
| Calendário arménio                                                           | 526 – 527                                            |
| Calendário bahá'í                                                            | -767 – -766                                          |
| Calendário budista                                                           | 1621                                                 |
| Calendário chinês                                                            | 3773 – 3774 Início a 27 de janeiro (aproximadamente) |
| Calendário copta                                                             | 793 – 794                                            |
| Calendário etíope                                                            | 1069 – 1070                                          |
| Calendários hindus - Vikram Samvat - Calendário nacional indiano - Cáli Iuga | 1132 – 1133 998 – 999 4177 – 4178                    |
| Calendário Holoceno                                                          | 11077                                                |
| Calendário islâmico                                                          | 469 – 470                                            |
| Calendário judaico                                                           | 4837 – 4838                                          |
| Calendário persa                                                             | 455 – 456                                            |
| Calendário rúnico                                                            | 1327                                                 |
| Calendário solar tailandês                                                   | 1620                                                 |

1077 (MLXXVII na numeração romana) foi um ano comum do século XI do Calendário Juliano, da Era de Cristo, a sua letra dominical foi A (52 semanas), teve início a um domingo e terminou também a um domingo.
No território que viria a ser o reino de Portugal estava em vigor a Era de César que já contava 1115 anos.
| Ano completo                    |
| ------------------------------- |
| Ano comum com início ao domingo |

## Eventos
- Início da construção da catedral em Santiago de Compostela.

## Nascimentos
- Américo I de Châtellerault (1077 — Noyers, França 7 de Novembro de 1151) foi um nobre francês  e  Visconde de Châtellerault.
- Abdalcáder Guilani m. c. 1166, teólogo e Sufista, fundador da Confraria dos cadiritas.

## Mortes
- Bernardo II de Bigorre n. 1014, foi conde de Bigorre.
- 14 de Dezembro - Inês da Aquitânia, imperatriz consorte e segunda esposa de Henrique III, Sacro Imperador Romano-Germânico.